# Jan Dawidziuk
Bp dr Jan Dawidziuk (ur. 23 listopada 1937 w Kołczynie, zm. 6 marca 2012 w Parmie) – biskup Polskiego Narodowego Kościoła Katolickiego w Stanach Zjednoczonych i Kanadzie (PNKK) pochodzenia polskiego, w latach 1999–2009 ordynariusz diecezji zachodniej PNKK.

## Życiorys
W 1954 roku ukończył szkołę średnią i wstąpił do Wyższego Seminarium Duchownego w Siedlcach. W roku 1960 został wyświęcony na kapłana i pracował w Kościele rzymskokatolickim. Uzyskał doktorat na Akademii Teologii Katolickiej w Warszawie, a następnie w 1981 roku wyemigrował do Stanów Zjednoczonych i tam w maju 1982 roku został przyjęty do Polskiego Narodowego Kościoła Katolickiego, gdzie duszpasterzował w Saint Louis, Mosinee i Parmie.
Jana Dawidziuka na godność biskupa wybrał XX Synod Polskiego Narodowego Kościoła, elekt został konsekrowany 30 listopada 1999 w katedrze pw. św. Stanisława w Scranton. Jego głównym konsekratorem był Pierwszy Biskup PNKK Jan Swantek z udziałem: bp Tomasza Gnata i bp Roberta Nemkovicha. Udział w uroczystości wzięli przedstawiciele Międzynarodowej Konferencji Biskupów Starokatolickich: abp Jan Antoni Glazemaker, bp Hans Gerny oraz bp prof. dr hab. Wiktor Wysoczański. 5 czerwca 2009 roku przeszedł na emeryturę i zamieszkał z rodziną w okolicach Cleveland. Zmarł 6 marca 2012 roku, został pochowany 9 marca na cmentarzu PNKK w Parmie, uroczystości przewodniczył bp dr Antoni Mikovsky.